# Gopnik

Ein stereotypischer Gopnik

Der abfällige Ausdruck Gopnik (russisch гопник; гопница, weiblich gopniza, im Plural gopniki, gopota‘) ist im Jargon der meisten ostslawischen Sprachen eine Bezeichnung für kriminelle oder vagabundierende Jugendliche, die oft keine Ausbildung vorzuweisen haben und einem ökonomisch schwachen sozialen Milieu angehören.

## Etymologie
Der Ausdruck stammt von der russischen Abkürzung GOP (ГОП) für die während der Sowjetzeit betriebenen Städtischen Wohnheime des Proletariats (Городское Общежитие Пролетариата Gorodskoje Obschtscheschitije Proletariata), in denen sich nach 1992 vermehrt Straßendiebe und Hooligans herumtrieben. Der Terminus bezeichnet demnach ursprünglich kriminell sozialisierte Bürgerkriegskinder.

## Charakteristik
Der Begriff des Gopniks bezeichnet heute vor allem einen Lebensstil. Für diese Jugendlichen ist die Begehung von Straftaten nur eine Art der Freizeitgestaltung. Straßendiebstahl und Raub dienen in erster Linie nicht der eigenen Bereicherung, sondern dem Spaß und der Wahrung der Autorität in der Gruppe. Für einen Gopnik ist es wichtiger, seinem Opfer Angst zu machen und seine Macht und Gewalt zu zeigen. Das Entwenden von Geld oder Wertgegenständen ist nur eine beiläufige Schlusshandlung.
Die Gewalt und die Aggression der Gopniki sind vor allem gegen die Vertreter verschiedener westlicher jugendlicher Subkulturen (wie Punk, Emo, Gothic u. a.) sowie gegen die Menschen, welche die ungeschriebenen kriminellen Regeln des Lebens nicht einhalten, gerichtet. So werden auch Homosexuelle oft zu Opfern.
Zu den Merkmalen der Gopniki gehören oftmals Trainingsanzüge (bevorzugt von Adidas), Alkohol und Sonnenblumenkerne auf der Straße sowie klischeehaft eine Vorliebe für das Sitzen in der Hocke („Russenhocke“). Oftmals werden Passanten von den Gopniki provokativ angesprochen oder zu sich gerufen. Aktionen, die zum Ziel haben, den Passanten zu erschrecken bzw. auszurauben, werden „Gop-Stop“ genannt.

## In anderen Ländern
Gopniki und der für sie angewandte Begriff sind nur in den ehemaligen Sowjetrepubliken Osteuropas, also Russland, der Ukraine und Belarus, anzutreffen. Im übrigen Ostmitteleuropa ist der Begriff gänzlich ungeläufig und das Phänomen unbekannt. Einzig in Polen existierte in den Jahren unmittelbar nach der Wende 1989 der abfällige Begriff des Dresiarz für in ihrem Alltag komplett in Trainingsanzüge gekleidete und kahl geschorene Jugendliche.
In Großbritannien existiert mit den Chavs darüber hinaus eine ähnliche Subkultur, deren jugendliche Mitglieder durch einen bestimmten Kleidungsstil und Habitus auffallen.